# Fortis Championships Luxembourg 2006
Il Fortis Championships Luxembourg 2006 è stato un torneo di tennis giocato sul cemento indoor. È stata la 16ª edizione del torneo, che fa parte della categoria Tier II nell'ambito del WTA Tour 2006. Il torneo si è giocato a Lussemburgo dal 25 settembre al 1º ottobre 2006.

## Campionesse

### Singolare
Al'ona Bondarenko ha battuto in finale  Francesca Schiavone con il punteggio di 6–3, 6–2

### Doppio
Květa Peschke /  Francesca Schiavone hanno battuto in finale  Anna Groenefeld /  Liezel Huber con il punteggio di 2–6, 6–4, 6–1